# Житловий будинок на вул. Земляний Вал № 46 — 48 (Москва)
Житловий будинок на вул. Земляний Вал № 46 — 48 (відомий також як колишній житловий будинок працівників Міністерства державної безпеки СРСР) — дев’ятиповерховий чотирьохпід'їздний будинок із загальною кількістю 73 квартири, спроєктований у стилі радянського монументального класицизму (сталінського ампіру) архітектором Євгеном Володимировичем Рибицьким, споруджений у 1946 — 1949 роках. Проект будівлі отримав Сталінську премію з архітектури третього ступеня (1949), а пізніше зазнав офіційної критики та згадувався як дуже невдалий приклад архітектурних надмірностей у спільній постанові ЦК КПРС та Ради Міністрів СРСР (1955). Відповідно, архітектор Рибицький цією ж постановою був позбавлений премії. 
У будинку аж до своєї смерті 1990 року жив і його архітектор Є. В. Рибицький. Станом на 2020 рік будинок реконструйований, експлуатується та належить до елітного житла російської столиці.

## Історія будівництва
Будинок зводився на замовлення Міністерства державної безпеки СРСР, керувати проєктом запросили архітектора Євгена Рибицького. 